# Providenciales International Airport
Providenciales International Airport (ook gekend als Provo Airport) is een luchthaven in de Turks- en Caicoseilanden, een overzees gebied van het Verenigd Koninkrijk. Ze ligt bij Five Cays Settlement in het westelijk gedeelte van het eiland Providenciales. Ze is de belangrijkste luchthaven in de Turks- en Caicoseilanden met internationale lijnvluchten, voornamelijk van en naar Noord-Amerika. British Airways en diverse grote luchtvaartmaatschappijen uit de Verenigde Staten en Canada onderhouden geregelde vluchten op Providenciales, daaronder Air Canada, American Airlines, United Airlines, Delta Air Lines, WestJet en JetBlue Airways. De tweede belangrijkste luchthaven in de eilandengroep is JAGS McCartney International Airport op Grand Turk, die echter geen internationale verbindingen heeft.
Na een herinrichting en uitbreiding in de periode 2011-2014 is de capaciteit van de luchthaven gebracht op 500.000 passagiers per jaar.
De luchthaven is de thuisbasis van InterCaribbean Airways en Caicos Express Airways.